# کالی (سراوان)
کالی، روستایی در دهستان ناهوک بخش مرکزی شهرستان سراوان در استان سیستان و بلوچستان ایران است.

## جمعیت
بر پایه سرشماری عمومی نفوس و مسکن در سال ۱۳۹۵، جمعیت این روستا برابر با ۳۱ نفر (۹ خانوار) بوده‌است.